# Barvinkove (Cervone), Sumî
Barvinkove (în ucraineană Барвінкове) este un sat în comuna Cervone din raionul Sumî, regiunea Sumî, Ucraina.

## Demografie
Componența lingvistică a localității Barvinkove
     Ucraineană (93,48%)
     Rusă (6,52%)
Conform recensământului din 2001, majoritatea populației localității Barvinkove era vorbitoare de ucraineană (93,48%), existând în minoritate și vorbitori de rusă (6,52%).